# Deltote foedalis
Deltote foedalis is een vlinder van de familie van de uilen (Noctuidae). De wetenschappelijke naam van deze soort is voor het eerst voorgesteld als Scopula foedalis door Francis Walker in een publicatie uit 1866.
De soort komt voor in Sierra Leone, Ghana, Sao Tomé en Principe, Tanzania en Zambia.